# 兵粮料所
兵粮料所（ひょうろうりょうしょ）とは、中世において兵粮米を徴収するために指定された特定の所領のこと。
律令制下の蝦夷討伐においで東国諸国の正税を遠征軍の兵粮にあてる事を許した。治承・寿永の乱（源平合戦）において、源氏・平家双方が諸国より兵粮負担を求めた。文治元年（1185年）に源頼朝が守護・地頭の設置求めて文治の勅許を受けると、同時に荘園・国衙領の田1段から兵粮米5升を徴収する権利を得た。だが、国司・荘園領主達の反発が強く、翌年には撤回された。承久の乱後には鎌倉幕府が備前・備中両国より兵粮米を受け取る権利が認められた。
南北朝時代に入ると、当初兵粮料所の設置は南朝から始まり、後醍醐天皇が延元3年（1338年）、続いて南朝2代後村上天皇が興国6年と7年（1345年-1346年）に、「当年（1年）」限定で武士に与えた（『名和文書』）。武士の戦闘継続のためには必要なことであったが、負担となる公家・寺社からの反発を招きかねないため、当年限定と定めたが（すなわち貴族僧侶の反発や不満を和らげる目的から）、この政策をのちに室町幕府側もならった形である。
北朝を擁した室町幕府は、兵粮確保を名目に半済令を出して荘園・公領の年貢半分の徴収権を守護に認めた。この半済令の対象地は兵粮料所と呼ばれて当初は激戦地の8ヶ国に限定されていたが、南朝側がこれに対抗して朝用分制度を導入したこともあって次第に広がりを見せて全国的な半済へと至り、兵粮料所は事実上守護領に編入されることとなった。
脚注
1. ↑  呉座勇一編『南朝研究の最前線 ここまでわかった「建武政権」から後南朝まで』（朝日文庫、2020年）pp.205-206.